# Acteon cebuanus
Acteon cebuanus is een slakkensoort uit de familie van de Acteonidae. De wetenschappelijke naam van de soort is voor het eerst geldig gepubliceerd in 1985 door Lan.